# Thelypteris minutula
Thelypteris minutula là một loài thực vật có mạch trong họ Thelypteridaceae. Loài này được C.V. Morton miêu tả khoa học đầu tiên năm 1953.